# Leopardus
Leopardus é um gênero da família Felidae encontrado principalmente nas Américas do Sul e Central. Alguns poucos exemplares vivem no sul dos Estados Unidos. O gênero é considerado o ramo mais antigo dos felinos que chegaram às Américas, seguido pelos gêneros Lynx e Puma (a onça-pintada é outro felino nativo existente nas Américas). A maior espécie do gênero é a jaguatirica; a maioria das outras espécies assemelha-se aos gatos domésticos em tamanho, como o gato-chileno (Leopardus guigna), o menor felino das Américas. Já o gato-maracajá (Leopardus wiedii) é o felino americano melhor adaptado à vida arborícola.

## Taxonomia
Tem havido alguma revisão deste ramo da família Felidae nos últimos anos. Leopardus foi, anteriormente, considerado como um subgênero do gênero Felis. O Leopardus braccatus e o Leopardus pajeros foram, previamente, considerados subespécies de Leopardus colocolo.
Estudos genéticos indicam que o gênero Leopardus forma um clado distinto dentro da subfamília Felinae, tendo surgido na América do Sul há 10 ou 12 milhões de anos atrás. Dentro do gênero, duas linhagens evolutivas distintas parecem existir: a que inclui a jaguatirica, gato-maracajá e o gato-andino, e outra que inclui as demais espécies.
O gênero não inclui o leopardo, que está no gênero Panthera.

### Espécies
Dez espécies são reconhecidas:
- Leopardus braccatus (Cope, 1889)
- Leopardus colocolo (Molina, 1782)
- Leopardus geoffroyi (d'Orbigny & Gervais, 1844)
- Leopardus guigna (Molina, 1782)
- Leopardus guttulus (Hensel, 1872)
- Leopardus jacobita (Cornalia, 1865)
- Leopardus pajeros (Desmarest, 1816)
- Leopardus pardalis (Linnaeus, 1758)
- Leopardus tigrinus (Schreber, 1775)
- Leopardus wiedii (Schinz, 1821)
- Leopardus narinensis (Ruiz, 2023)